# Конклав 1676
41°54′13″ пн. ш. 12°27′23″ сх. д. / 41.90361111° пн. ш. 12.45638889° сх. д.
Конклав 1676 року, який після смерті Климента X обрав його наступником блаженного Інокентія XI, проходив з 2 серпня по 21 вересня 1676 року у Римі.
Папа Климент X помер 22 липня 1676 року у віці 86 років. Головною турботою його понтифікату було стримування турецької агресії в Європі, у чому він надавав значну підтримку Польщі. У внутрішній політиці папа не призначив нікого зі своїх родичів кардиналом, але усиновив як племінника кардинала Палуццо Палуцці дельї Альбертоні, пов'язаного з родиною Альтьєрі, дав йому своє прізвище та надав сан кардинала-непота. Він зловживав щедрістю папи, щоб накопичити величезні багатства та посилити свій вплив. У зовнішній політиці папа і кардинал Альтьєрі вступили в сильний конфлікт з королем Франції Людовиком XIV через втручання короля в призначення на церковні посади у Франції. Цей конфлікт загострився відмовою папи брати до уваги постулати короля при наступних призначеннях кардиналів і обмеженням привілеїв французького посла в Римі.

## Учасники конклаву
- П'єтро Відоні
- Жан-Франсуа Поль де Гонді
- Хуан Еверардо Нітхард
- Бенедетто Одескалькі
- П'єтро Франческо Орсіні
- П'єтро Віте Оттобоні

## Кардинали, які не брали участі у конклаві
Четверо кардиналів не брали участі в конклаві. Двоє з них (іспанець Паскуаль де Арагон і німець фон Гессен) не приїхали до Риму, а двоє інших (італієць Орсіні та Бонеллі) перебували в Римі, але не брали участі в конклаві через хворобу і померли до обрання нового папи:
- †Вірджиніо Орсіні О. С. Ієрос (16 грудня 1641) — кардинал-єпископ Фраскаті; протектор Франції, Польщі та Португалії (помер 21 серпня 1676)
- Паскуаль де Арагон-Кордова-Кардона і Фернандес де Кордова (05.04.1660) — кардинал-священик С. Бальбіни; Архієпископ Толедський і примас Іспанії
- †Карло Бонеллі (14 січня 1664) — кардинал-священик Санта-Анастасія (помер 27 серпня 1676)
- Фрідріх фон Гессен OSIOHieros (19.02.1652) — кардинал-диякон S. Agata in Suburra; єпископ Вроцлавський; протектор Іспанії та Німецького рейху

Паскуаль де Арагон був призначений Олександром VII, Карло Бонеллі та Фрідріхом фон Гессеном — Інокентієм X, а Вірджиніо Орсіні — Урбаном VIII.